# Публій Септимій Гета Старший
Публій Септимій Гета Старший (лат. Publius Septimius Geta; 110 — 171) — державний діяч часів Римської імперії.

## Життєпис
Походив з заможного роду вершників Септиміїв з Великого Лептісу (провінція Африка). Син Луція Септимія Севера, префекта кінноти і дуумвіра, та Віторії, доньки Марка Віторія Марцелла). На честь родичів по материнській лінії узяв когномен Гета. Його батько першим отримав римське громадянство.
Про кар'єру Публія Септимія Гети відомо замало, можливо йому допомагали двоюрідні брати Публій Септимій Апер і Гай Септимій Север. Втім не увійшов до складу римського сенату.
Невідомо коли саме, але Септимій Гета через погане здоров'я повернувся до рідного міста, де зайняв значне становище. Спочатку був едилом Великого Лептісу, а потім отримав посаду advocatus fisci, тобто збирача податків для імператорської скарбниці. Перебував тут навіть під час початку кар'єри його синів. Помер у 171 році.

## Родина
Дружина — Фульвія Пія
Діти:
- Луцій Септимій Север, імператор у 193—211 роках
- Публій Септимій Гета, консул 203 року
- Септимія Октавілла